# Lusovenator
Lusovenator (il cui nome significa "cacciatore portoghese") è un genere estinto di dinosauro teropode carcharodontosauriano vissuto nel Giurassico superiore, circa 152 milioni di anni fa (Kimmeridgiano), in quella che oggi è Praia de Amoreira Porto-Novo membro della Formazione Lourinhã, in Portogallo. Il genere comprende una singola specie, ossia Lusovenator santosi. Il genere è conosciuto per dei resti incompleti che compongono il suo olotipo, SHN.036, "uno scheletro postcranico parziale che conserva l'epistrofeo, intercentro dell'atlante, una vertebra cervicale, delle spine neurali cervicali isolate, alcune vertebre dorsali, frammenti di vertebre sacrali, alcune vertebre caudali, chevron, frammenti di costole cervicali e dorsali, ileo destro, pube ed ischio", che si pensa rappresenti un individuo giovane, ed il suo paratipo, SHN.019, "uno scheletro parziale rappresentato da una serie di vertebre caudali articolate e un piede destro quasi completo".

## Scoperta e denominazione
L'olotipo di Lusovenator fu scoperto negli anni '80 da José Joaquim dos Santo che donò la sua collezione di fossili alla Sociedade de História Natural circa trenta anni dopo. L'olotipo, allora non ancora nominato, venne descritto e collocato in Allosauroidea, nel 2017. Il neotipo venne descritto nel 2019 ed entrambi gli esemplari sono stati collocati in Carcharodontosauria. La specie Lusovenator santosi venne infine nominata e descritta nel 2020.
Il nome del genere, Lusovenator, deriva da Lusitania, la provincia dell'Impero romano che si trovava nell'attuale Portogallo, unito con il termine latino venator, che significa "cacciatore". Il nome della specie, santosi, rende omaggio a José Joaquim dos Santos, che ha scoperto i resti di questa creatura.

## Classificazione
I descrittori di Lusovenator hanno eseguito un'analisi filogenetica e hanno collocato l'animale in Carcharodontosauria, al di fuori di Carcharodontosauridae e Neovenatoridae. Il loro cladogramma è mostrato di seguito:
|  | Lusovenator                                                              |
|  |                                                                          |
|  | Veterupristisaurus                                                       |
|  |                                                                          |
|  | Siats                                                                    |
|  |                                                                          |
|  | \| \| Carcharodontosauridae \| \| \| \| \| \| Neovenatoridae \| \| \| \| |
|  |                                                                          |
|  | Carcharodontosauridae                                                    |
|  |                                                                          |
|  | Neovenatoridae                                                           |
|  |                                                                          |

|  | Carcharodontosauridae |
|  |                       |
|  | Neovenatoridae        |
|  |                       |

|  | Lusovenator                                                              |
|  |                                                                          |
|  | Veterupristisaurus                                                       |
|  |                                                                          |
|  | Siats                                                                    |
|  |                                                                          |
|  | \| \| Carcharodontosauridae \| \| \| \| \| \| Neovenatoridae \| \| \| \| |
|  |                                                                          |
|  | Carcharodontosauridae                                                    |
|  |                                                                          |
|  | Neovenatoridae                                                           |
|  |                                                                          |

|  | Carcharodontosauridae |
|  |                       |
|  | Neovenatoridae        |
|  |                       |

|  | Lusovenator                                                              |
|  |                                                                          |
|  | Veterupristisaurus                                                       |
|  |                                                                          |
|  | Siats                                                                    |
|  |                                                                          |
|  | \| \| Carcharodontosauridae \| \| \| \| \| \| Neovenatoridae \| \| \| \| |
|  |                                                                          |
|  | Carcharodontosauridae                                                    |
|  |                                                                          |
|  | Neovenatoridae                                                           |
|  |                                                                          |

|  | Carcharodontosauridae |
|  |                       |
|  | Neovenatoridae        |
|  |                       |

|  | Lusovenator                                                              |
|  |                                                                          |
|  | Veterupristisaurus                                                       |
|  |                                                                          |
|  | Siats                                                                    |
|  |                                                                          |
|  | \| \| Carcharodontosauridae \| \| \| \| \| \| Neovenatoridae \| \| \| \| |
|  |                                                                          |
|  | Carcharodontosauridae                                                    |
|  |                                                                          |
|  | Neovenatoridae                                                           |
|  |                                                                          |

|  | Carcharodontosauridae |
|  |                       |
|  | Neovenatoridae        |
|  |                       |